# ロング・アイランド (護衛空母)
ロング・アイランド (英語: USS Long Island, AVG-1/ACV-1/CVE-1) は、アメリカ海軍が太平洋戦争で運用した航空母艦。貨物船として就役した時の船名はモーマックメイル (英語: Mormac mail) 。第二次世界大戦勃発後、民間船を航空母艦に改造した軍艦で、補助空母（護送空母、護衛空母）に類別される。
竣工時は通常用途航空機用母艦 auxiliary aircraft escort vessels (AVG)  に分類されていたが、1942年（昭和17年）8月に特設空母 auxiliary aircraft carrier (ACV)  という呼称が制定され、同艦種に類別変更された。1943年（昭和18年）6月以降は護衛空母　escort aircraft carrier (CVE)  となった。 
艦名はアメリカ合衆国本土では最大の島であるロングアイランド島に因む。その名を持つアメリカ海軍籍の軍艦としては2隻目。
1941年（昭和16年）6月に竣工後、運用実験や試験に用いられた。
ガダルカナル島攻防戦最初期の1942年（昭和17年）8月20日、ガダルカナル島ヘンダーソン飛行場基地に最初の航空部隊（戦闘機 19、急降下爆撃機 12）を空輸し、制空権の掌握に貢献した（カクタス空軍）。
その後、最前線から退いた。再び運用実験や訓練に使用され、アメリカ海軍離籍後も民間船として長期間にわたり使用されている。

## 建造経緯
商船や貨物船を航空母艦に改造するという発想は、1918年（大正7年）9月に就役したイギリス海軍の空母「アーガス」（元貨客船コンテ・ロッソ）や、1922年（大正11年）3月に就役したアメリカ海軍最初の空母「ラングレー」（元給炭船ジュピター）で具現化していた。
海軍休日時代となった1920年代中期より、アメリカ海軍は対日戦役で補給部隊に随伴する商船改造空母の研究（XCV計画）に着手した。1939年（昭和14年）9月に第二次世界大戦が勃発すると、イギリス海軍は開戦直後からドイツ海軍潜水艦の襲撃に悩まされた。シーレーン防衛のため、1941年（昭和16年）1月より貨客船の空母改造に着手し、同年6月に護衛空母「オーダシティ」を完成させた。
アメリカでは、1940年（昭和15年）10月にフランクリン・ルーズベルト大統領が海軍作戦本部の作戦部長ハロルド・スターク海軍大将に、船団護衛を目的とした商船改造小型空母の建造を提案した。ヘリコプターもしくはオートジャイロ12機程度を搭載する8,000トン級の対潜空母であったという。これを聞いたハルゼー中将は、航空機の発着訓練と輸送にも活用できる、より大型で速力19ノットほどの空母が望ましいと意見具申した。海軍作戦本部で議論した結果、ハルゼー提督の構想をもとに貨物船改造空母の計画がまとめられた。
アメリカ海軍はC3型貨物船2隻を護衛空母に改装して、このテストを試みた。1隻はアメリカ海軍で実用試験を受け、もう1隻はイギリス海軍に売却する方針であった。こうしてアメリカ海軍に買収されたC3型貨物船「モーマックメイル」が空母に改造されて「ロング・アイランド」に（1941年6月竣工）、姉妹艦「モーマックランド」が、空母「アーチャー」になった（アーチャー級／アヴェンジャー級航空母艦）。
イギリスでの護衛空母「オーダシティ」や、イギリスに貸与された「アーチャー」の実績、「ロング・アイランド」のテスト結果から、このような小型空母でも対潜攻撃だけでなく防空にも使えることが確認された。「ロング・アイランド」の運用実績は後に建造される護衛空母の基礎となった。

## 艦歴

### 戦前の民間船時代
ペンシルベニア州チェスターのサン造船ドライドック社で海事委任契約の下、C3型の規格型貨物船モーマックメール (Mormac mail) の船名で1939年（昭和14年）7月7日に起工し、1940年（昭和15年）1月11日にディアン・B・ホールトによって進水、商業路線に投入された。

### 空母時代

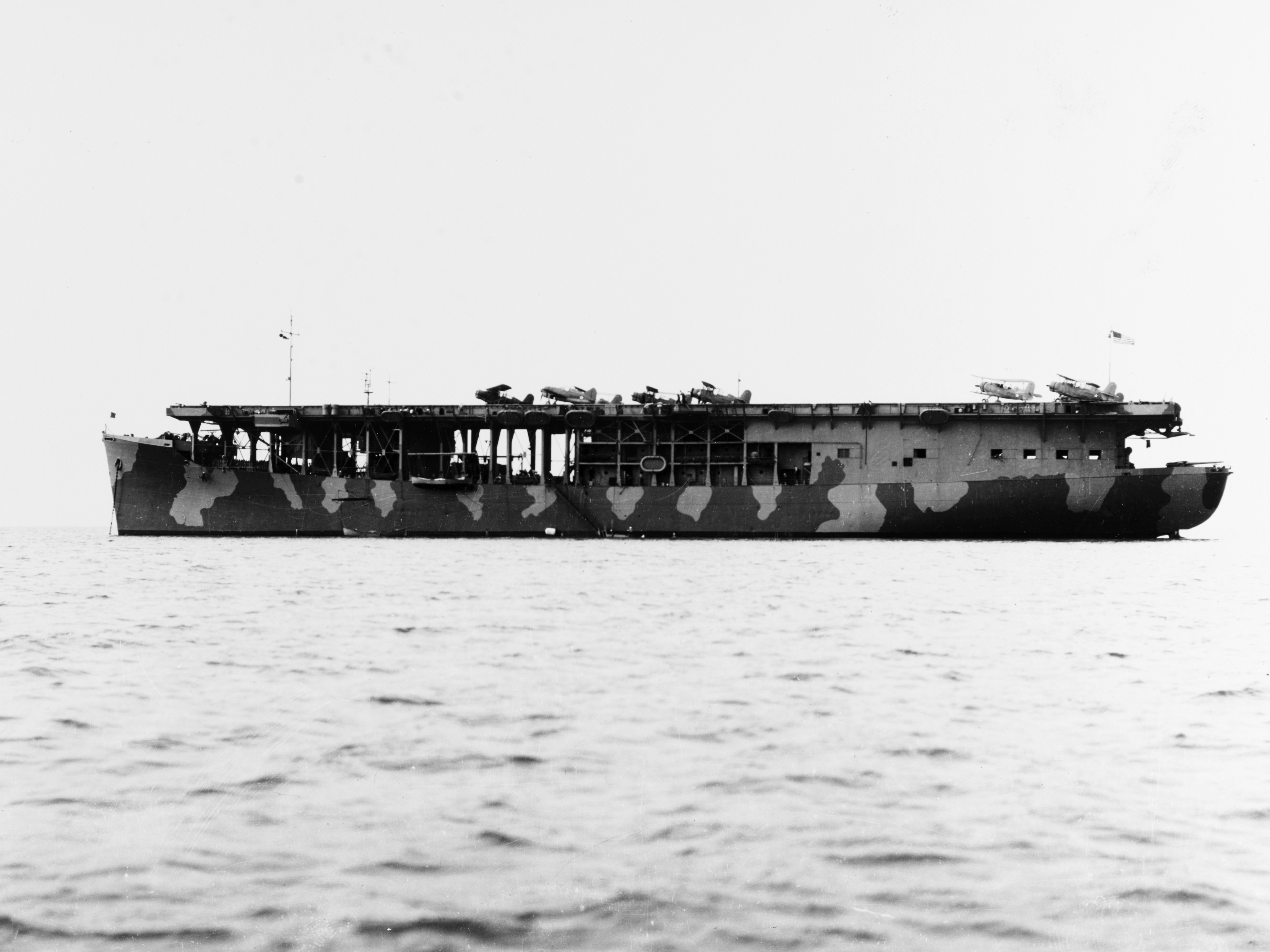
1941年11月撮影。飛行甲板にバッファローと、陸上機型のシーガルが並んでいる。

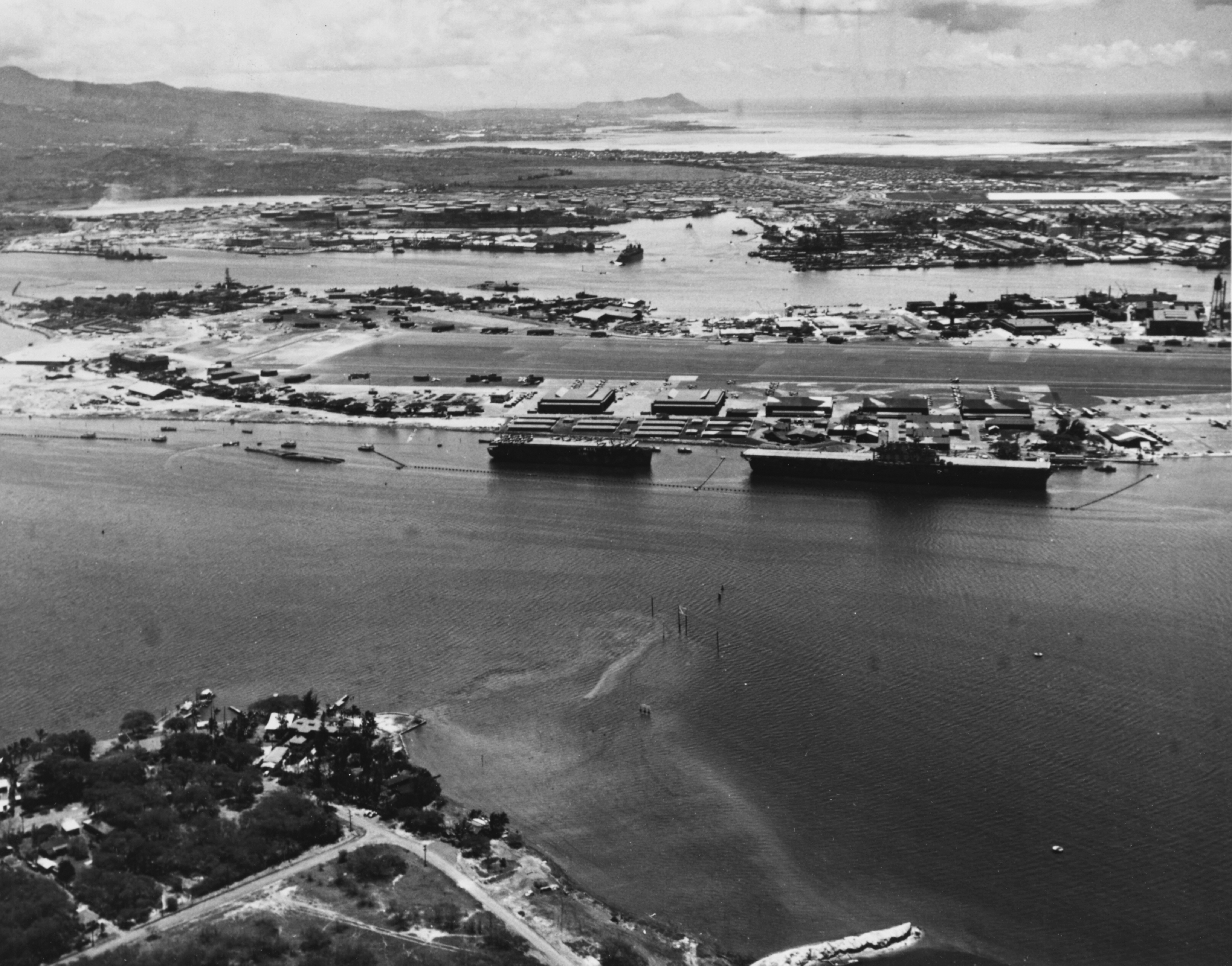
1942年8月1日、真珠湾にて撮影。ベビー空母「ロング・アイランド」と正規空母「ホーネット」が停泊している。

1941年（昭和16年）1月23日、「モーマックメイル」は空母改造予定艦に指定された。3月6日に海軍に買収され、特設航空母艦に改装される。同年6月2日に初代艦長ドナルド・B・ダンカン大佐の指揮下、「ロング・アイランド（AVG-1）」として就役する。完成直後の飛行甲板は全長約110ｍしかなく、19ｍ延長されて129ｍになった。最高速力18ノットでは、無風状態の場合、F2A バッファロー戦闘機やF4F ワイルドキャット戦闘機が離陸するのがやっとであった。そこで新開発の油圧式カタパルトが装備され、重量のある艦上爆撃機や艦上攻撃機の運用が可能になった。海面から飛行甲板までの高さは約15.8ｍで、正規空母並であった。悪天候下で正規空母「ワスプ」の艦首飛行甲板が波に突っ込むような状況でも「ロング・アイランドの飛行甲板は完全に乾いた状態にあった」と艦長が報告したほど、優れた安定性を示したという。艦尾に設けられた主武装の5インチ51口径砲1門は、浮上してきたUボート用の武装であった。

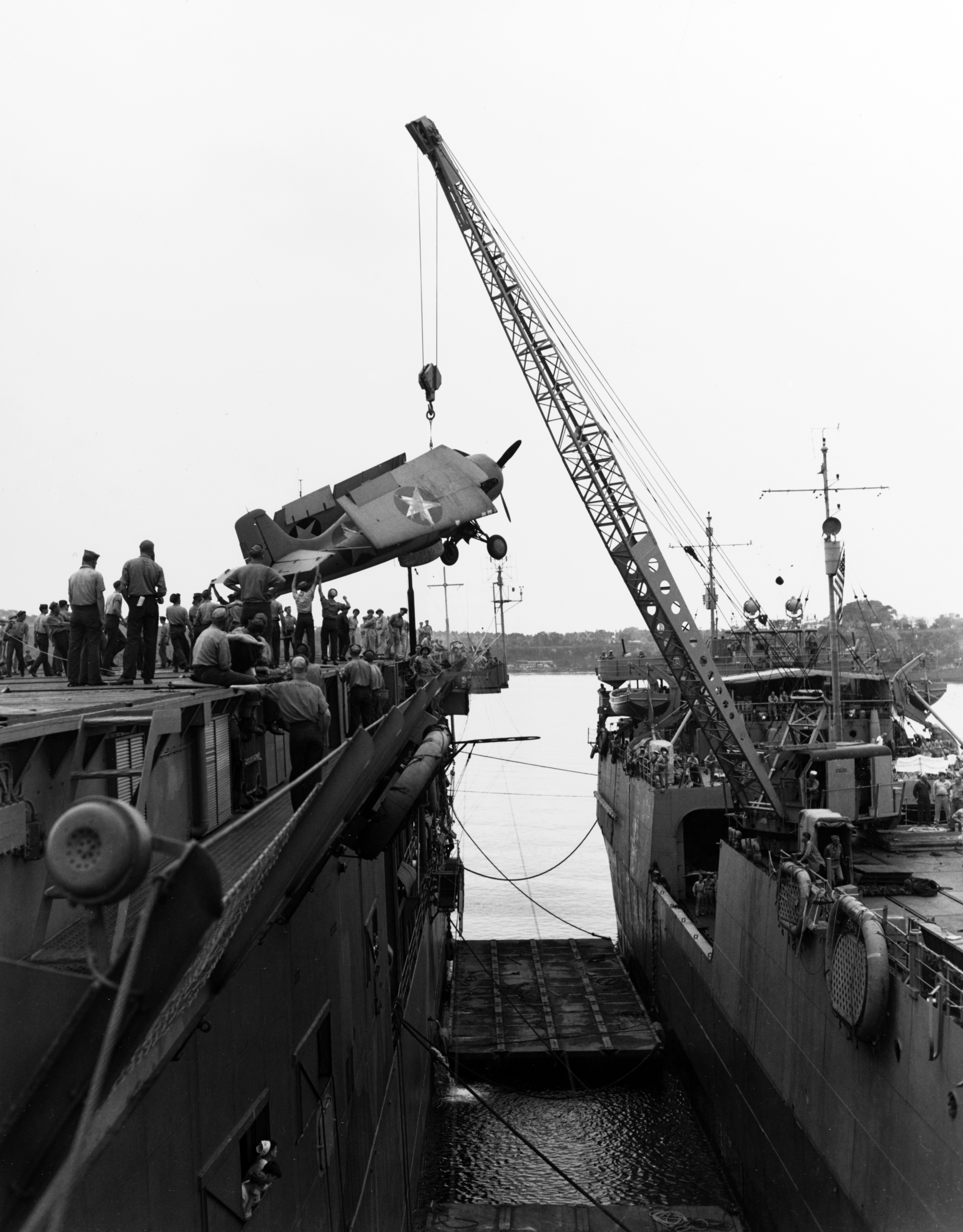
1942年8月28日、「キティー・ホーク」から海兵隊機を受け入れる。

日米関係が緊張していた数ヶ月間に、「ロング・アイランド」は護衛空母による航空機運用の可能性を実証する実験を行うため、バージニア州ノーフォークを出航した。飛行甲板の延長や、カタパルトの設置により、護衛空母の存在価値を大いに高めた。また本艦の運用や試験で得られたデータは、ボーグ級航空母艦やサンガモン級航空母艦の設計と建造に大いに寄与した。なお「ロング・アイランド」は、初代「ラングレー」や日本海軍の軽空母と同様の平甲板型空母であったが、後継艦は右舷に小型艦橋を設けている。イギリス海軍側から、見張りの重要性、輸送船団の位置把握など、艦橋の設置を要望された為の措置であった。
12月8日の太平洋戦争の勃発時、「ロング・アイランド」はニューファンドランドで商船団を護衛していた。1942年（昭和17年）3月には護衛空母「チャージャー」が就役し、大西洋艦隊に配備されている。5月10日、「ロング・アイランド」はアメリカ西海岸へ向けて出航する前にノーフォークでパイロットを乗艦させ、6月5日にサンフランシスコに到着する。本艦はニミッツ提督の太平洋艦隊に配属され、ウィリアム・S・パイ海軍中将の任務部隊（戦艦4隻基幹）に同行した（両軍戦闘序列）。また、ミッドウェー海戦で勝利を収めた機動部隊の航空援護をおこなった。この海戦で空母「ヨークタウン」が沈没し、太平洋方面のアメリカ軍正規空母は3隻（サラトガ、エンタープライズ、ホーネット）になった。そこで大西洋艦隊に空母「レンジャー」を引き続き配備し、同艦隊から空母「ワスプ」を太平洋艦隊に転用して最前線に投入し、「ロング・アイランド」は補助航空母艦として航空機輸送任務に従事した。ボーグ級航空母艦の「コパヒー」も同年6月15日に就役していたが、訓練中のためウォッチタワー作戦に間に合わなかった。
同年8月初頭、「ロング・アイランド」は駆逐艦「エールウィン」に護衛されて真珠湾を出撃した。南太平洋に向かい、フィジーで待機した。
8月7日、アメリカ軍はウォッチタワー作戦によりガダルカナル島とフロリダ諸島に来襲し、アメリカ海兵隊が上陸して完成したばかりの日本軍飛行場を奪取した。ラバウル航空隊の空襲に脅威を感じたフランク・J・フレッチャー提督は、新鋭戦艦「ノースカロライナ」と正規空母3隻を擁しながら、上陸部隊と輸送船団への掩護を打ち切ってソロモン諸島南方海域へ後退した（第一次ソロモン海戦）。敵中に取り残された海兵隊は、物資不足に悩まされながら飛行場の復旧を急いだ。この飛行場は、ミッドウェー海戦で戦死した海兵隊航空部隊将校ヘンダーソン少佐（VMSB-241）の名前を冠してヘンダーソン飛行場と命名された。
「ロング・アイランド」はヘンダーソン飛行場にアメリカ海兵隊機を空輸するため、軽巡「ヘレナ」と駆逐艦2隻（デイル、エールウィン）に護衛されてガ島に接近する。8月20日午前9時30分、日本海軍の飛行艇はガ島南東約250浬地点で「〇九三〇 Ｄ２ 敵ノ兵力 空母一 巡洋艦一 駆逐艦二 其ノ他、基地ヨリノ方位一一六度五二〇浬、針路三五〇度速力一四節」を報じた。この空母は艦橋のないタイプであった。また別の飛行艇は「一二〇五 Ｄ１ 敵兵力空母一 巡洋艦四 駆逐艦九／一二一五 Ｄ一 敵機動部隊ノ位置「ツラギ」ノ一三三度二四七浬、針路一三〇度速力一八節」を報じ、この空母は艦橋をもつタイプであった。二つの空母の位置には約70浬の差があり、日本側は別個の機動部隊と判断、第二水雷戦隊（司令官田中頼三少将）が護衛していた一木支隊第二梯団を反転退避させた。
同20日午後、ガ島南東約200浬の洋上で、「ロング・アイランド」は海兵第232偵察/爆撃中隊のSBD ドーントレス急降下爆撃機 12機（指揮官リチャード・マングラム少佐／中佐）、海兵第223戦闘飛行隊のF4F ワイルドキャット戦闘機 12機（指揮官ジョン・L・スミス少佐）を射出した。海兵隊機を発進させたあとの「ロング・アイランド」はニューヘブリディーズ諸島に帰投したので、ガ島北方から迫っていた南雲機動部隊の第一航空戦隊と対決せずに済んだ。
一木清直陸軍大佐が率いる一木支隊先遣隊約900名の夜襲を8月21日未明のイル川渡河戦（テナル川の戦い）で撃退したヘンダーソン飛行場基地は、次々に増強される。そして8月24日から25日の第二次ソロモン海戦において連合軍勝利の一因になった。
8月28日、エファテ島で航空機輸送艦「キティ・ホーク」から海兵隊の艦上戦闘機や艦上爆撃機を受け入れ
、直ちにガ島にむけて出撃、ヘンダーソン基地へ航空機を空輸した。このような空輸任務に従事したのち「ロング・アイランド」は同年9月20日に最前線を離れ、パイロット養成訓練を再開するため西海岸へ帰投した。1943年（昭和18年）6月中旬、護衛空母（escort aircraft carrier) の制定にともない、同艦種（CVE）に類別変更された。1946年（昭和21年）3月に退役後、しばらく予備役になったが、1948年（昭和23年）3月にパナマの会社に売却された。
「ロングアイランド」は第二次世界大戦の戦功で1個の従軍星章を受章した。

### 戦後の民間船時代
1948年（昭和23年）3月にパナマの会社『カリビアン・ランド＆シッピング』が買い取りC3型貨物船に復元。船名は『NELLY（ネリー）』に改められ、アメリカ合衆国とイタリア間の不定期航路に使用された。翌1949年（昭和24年）に移民船に改造。イタリア及びオランダからオーストラリア又はカナダへの移民客を運ぶのに使われた。移民船としての運用が一段落した後、クルーズ客船に再改造され『SEVEN SEAS（セブンシーズ）』に船名を改め、北大西洋航路で運用された。その後、『ヨーロッパ・カナダライン』に売却され、引き続き北大西洋航路で使われた。1963年（昭和38年）からは、洋上大学としても使われることになった。その後、老朽化により、1966年（昭和41年）9月に船舶としては退役した。
退役後は、オランダのロッテルダム大学で寮として使用され1977年（昭和52年）5月に使用を終了。ベルギーで解体された。

### 注
1. ↑  日本語でモアマックメイルと表記する二次資料もある[2]。
2. ↑  補助空母[7]　補助空母はいわゆる護送用空母で、アメリカ當局の發表によると、一九四四年初頭には就役中のもの總數五十隻に達したといはれる。一九四一年三月に速力十六ノツト乃至十八ノツトの八千トン級貨物船を試驗的に改装してみた結果、約二ヶ月後に戰闘機母艦の完成に成功したのがはじまりで、その後、これと類似の貨物船約卅十數隻を續々改装し、一九四三年はじめには前海軍長官ノツクスの言明によると、この種の空母は十數隻就役し、更に十二隻を改装乃至建造中であつた。（以下略）
3. ↑  いわゆる「ジープ空母 Jeep Carrier」[8]、「赤ちゃん空母／ベイビー・フラットトップ　baby flattops」である[9]。
4. ↑  初代の「ロング・アイランド」は、第一次世界大戦期にアメリカ海軍が運用したトロール船であった。
5. ↑  「オーダーシティ」の前身はドイツ貨客船「ハノーヴァー」であり[26][27]、1940年（昭和15年）3月にイギリス海軍によって拿捕されて「シンドバッド」と改名されていた。「オーダーシティ」は何度か船団護衛任務に従事したが[28]、1941年（昭和16年）12月21日にドイツ潜水艦U-751の雷撃で撃沈された[29]。
6. ↑  8月30日、ロバート・E・ゲイラー少佐が率いる第224海兵戦闘飛行隊と、第231海兵偵察爆壁飛行隊のSBD 16機がヘンダーソン基地に到着した[68][69]。以後、増援航空機輸送や、航空母艦からの派遣航空隊によって、「カクタス空軍」は強化された[70]。

## 参考書籍
- 『不沈艦伝説 多彩な運命を背負った30隻の生涯』（光人社NF文庫・大内建二）ISBN 978-4-7698-2553-1
- 大内建二『護衛空母入門　その誕生と運用メカニズム』光人社〈光人社NF文庫〉、2005年4月。ISBN 4-7698-2451-3。
- 木俣滋郎『日本空母戦史』図書出版社、1977年7月。
- 編集人 木津徹、発行人 石渡長門『世界の艦船　2008.No.685　航空母艦全史』株式会社海人社〈2008年1月号増刊（通算第685号）〉、2008年1月。
- バレット・ティルマン『第二次大戦のワイルドキャットエース』岩重多四郎 訳、株式会社大日本絵画〈オスプレイ・ミリタリー・シリーズ〔世界の戦闘機エース8〕〉、2001年3月。ISBN 4-499-22742-9。
- バレット・ティルマン『第二次大戦のSBDドーントレス部隊と戦歴　SBD Dauntless Units of World War 2』富成太郎 訳、株式会社大日本絵画〈オスプレイ軍用機シリーズ36〉、2003年8月。ISBN 4-499-22815-8。
- チェスター・ニミッツ、E・B・ポッター『ニミッツの太平洋海戦史』実松譲、富永謙吾（共訳）、恒文社、1962年12月。
- R・F・ニューカム著、田中至訳『サボ島沖海戦　米軍史上最大の敗北』光人社〈光人社NF文庫〉、1998年4月（原著1963年）。ISBN 4-7698-2192-1。
- 福井静夫 著、阿部安雄、戸高一成 編『福井静夫著作集 ― 軍艦七十五年回想　第三巻 世界空母物語』光人社、1993年3月。ISBN 4-7698-0609-4。
- 防衛庁防衛研修所戦史室『戦史叢書　南東方面海軍作戦＜1＞　ガ島奪還作戦開始まで』 第49巻、朝雲新聞社、1971年9月。
- 細川忠雄「第三章　米海軍の現勢力」『米海軍』木村書店、1944年10月。doi:10.11501/1453638。
- ドナルド・マッキンタイヤー『空母　日米機動部隊の激突』寺井義守 訳、株式会社サンケイ出版〈第二次世界大戦文庫23〉、1985年10月。ISBN 4-383-02415-7。
- 歴史群像編集部編『ソロモン海戦　米軍ガダルカナル島上陸により惹起されたソロモンの制海権争奪の前半戦を徹底解析』 第5巻、学習研究社〈歴史群像 太平洋戦史シリーズ〉、1994年11月。
- 歴史群像編集部編『アメリカの空母　対日戦を勝利に導いた艦隊航空兵力のプラットフォーム』 第53巻、学習研究社〈歴史群像 太平洋戦史シリーズ〉、2006年2月。ISBN 4-05-604263-2。